# Etxegoien (patronyme)
Pour les articles homonymes, voir Etxegoien et Etchegoyen.
Etxegoien est un nom d'origine basque qui signifie « maison d'en haut, la plus haute ».
La graphie académique actuelle Etxegoien ainsi que les graphies traditionnelles Echegoyen, Etchegoyen , Etchegoin, Echegoin et Echegoien ont la même racine.